# Olari Suislep
Olari Suislep (ur. 5 czerwca 1979) – estoński zapaśnik walczący w stylu klasycznym. Zajął 37. miejsce na mistrzostwach świata w 2003. Dwunasty na mistrzostwach Europy w 2001. Wicemistrz nordycki w 2000 i 2006; trzeci w 2003 roku.